# Traílla
La traílla, en agricultura, es un instrumento que sirve para pasar de una parte a otra la tierra con facilidad cuando se quiere allanar o igualar algún terreno. El DLE también incluye la grafía treílla y el nombre robadera como sinónimo.

## Descripción
Como herramienta agrícola presenta forma de un cajón abierto por un lado, que presenta una especie de hoja cortadora utilizada como recogedor, que es arrastrado o empujado, para quitar las desigualdades que presenta un terreno.
Antiguamente la traílla se ataba a una o dos caballerías que lo arrastraban hasta el lugar en que se vaciaba la tierra. El hombre que las guiaba las volcaba con sólo levantar un poco la parte de atrás para el que también contaba con una o dos mangos de madera.
Actualmente hay accesorios mecánicos que se utilizan con tractores u otros vehículos motorizados, y que son utilizados también en obras públicas, con los que se recoge la tierra que sobra en un lugar y la distribuye en otros lugares donde falta, conseguido nivelar el terreno.
Estas traíllas mecánicas constan de una estructura metálica en forma de caja, en el borde inferior de la que se encuentra una lámina de metal (hoja), que se desplaza a una pequeña profundidad de tierra y, a veces, ayudada por una hilera de dientes escarificadores, recoge la tierra que ha sido removida previamente por un bulldozer. La tierra se puede trasladar y descargar en el punto deseado. Para la descarga dos cilindros hidráulicos levantan y vuelcan la caja hasta que cae el material recolectado, en un mismo lugar formando una pila o a medida que la traílla se va moviendo hacia delante para que quede esparcido.
Tiene varios nombres con el mismo significado traílla, scraper, mototraílla o transportadora.

## Tipo de traílla
Las traíllas se pueden clasificar atendiendo a diferentes aspectos:
- Por el método de carga. Podríamos distinguir dos tipos:

Sistema convencional o de caja abierta: Las traíllas convencionales exigen la aplicación de un esfuerzo de tracción para cargar los materiales en la caja. Este     esfuerzo de tracción puede efectuar la traílla misma, otra traílla acoplada a la primera de forma provisional o permanente, o mediante la ayuda de un tractor de empuje.     
Sistema auto cargable: Las traíllas auto cargables poseen un mecanismo de elevación fijado en la caja, para cargar los materiales.
- Por el número de ejes, podemos encontrar traíllas de dos o de tres ejes.
- Por el número de motores, podemos encontrar traíllas de uno o dos motores.
- Por el tipo de tracción, las traíllas pueden ser, de tracción delantera, de tracción en todas las ruedas o de tracción por eje central.[11]

También podemos clasificarlas atendiendo a otros aspectos y podemos hablar de:
Traíllas hidráulicas de empuje: son las más utilizadas hoy en día, ya que los sistemas hidráulicos de los que van dotadas le permite al operario cargar y descargar la tierra sin ningún tipo de esfuerzo, siendo la fuerza hidráulica la que hace toda la trabajo, según el control del usuario. En principio estaban destinadas a los tractores de mayor potencia, pero los avances tecnológicos han hecho posible una gama más extensa para más diversidad de potencias de tractor desde 1 m³ hasta 16 m³ de capacidad con tractores desde 24 CV hasta 450/500 CV.
Traíllas de volteo: Las traíllas de volteo se utilizan para tractores de hasta 140 CV y para trabajos de una anchura de entre 2,10 y 2,50 m, presentan una estructura más sencilla que las traíllas hidráulicas de empuje. Están especialmente diseñadas para pequeños y sencillos trabajos de movimiento de tierra agrícolas. Para la descarga de la tierra utilizan un sistema de volteo accionado desde la cabina. Pueden ser de dos tipos, volteo mecánico o hidráulico.
Traíllas para viñedos y arbolados: Pensadas para tractores fruteros o labradores, estas traíllas son más pequeñas en capacidad y en anchura ya que están diseñadas para adaptarse a la anchura de las calles de entre los viñedos o arbolados de entre 1 y 2 m. El enganche es particularmente diferente al ofrecer un sistema de giro diferente ya que normalmente estas máquinas van pegadas a los brazos del tractor. Pueden ser de volteo mecánico, hidráulico y de empuje.

## Auto-traíllas

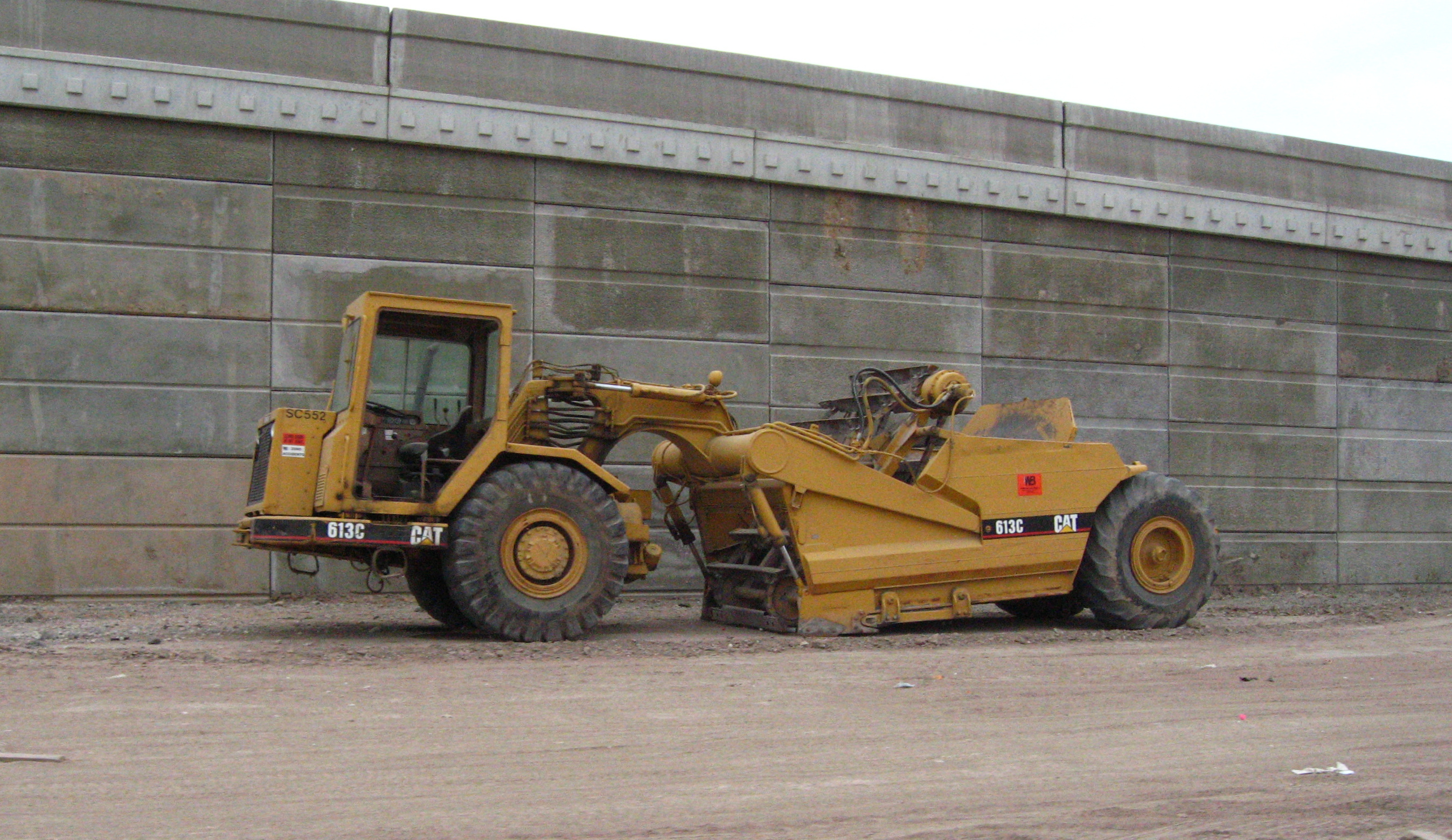
Traílla en Houston, Texas

Las auto traíllas, también conocidas como scrapers, efectúan el mismo tipo de trabajo que las traíllas pero, en este caso, no son máquinas arrastradas por un tractor. Vienen dotadas de motor propio que les ofrece autopropulsión y las hace independientes.  
En realidad, estas máquinas se construyeron exclusivamente para la construcción de las carreteras, pero con el tiempo su uso se fue diversificando.  
Las traíllas arrastradas aparecieron después de las auto-traíllas con el objetivo de ahorrar costes ya que este nuevo producto es mucho más sencillo y más asequible tanto a la hora de comprarlo como para mantenerlo.